# Еврокар
Еврокар – официальный производитель автомобилей марок Škoda в Украине, входящий в группу компаний «Атолл Холдинг». Является одним из крупнейших производителей легковых автомобилей на Украине. Завод расположен в селе Соломоново Ужгородского района Закарпатской области Украины на расстоянии 1,5 км от границы с Венгрией и 2 км от границы со Словакией. Рядом с заводом размещён индустриальный парк «Соломоново», который является частью Закарпатского автомобильного кластера.
По итогам 2020 года доля завода «Еврокар» в производстве легковых автомобилей составила 81%
Производственные мощности завода составляют 80 тыс. автомобилей в год (SKD сборки – 30 тыс. авто, CKD производство – 50 тыс. авто в год) с потенциалом для дальнейшего расширения мощностей. Производственная площадка имеет железнодорожный терминал, способный выполнять транспортировку в страны ЕС и СНГ.

## История

### 2000-е годы
Строительство завода было начато 23 июля 2001 года в селе Соломоново Ужгородского района Закарпатской области Украины (в двух километрах от границы с Венгрией и Словакией, рядом с индустриальным парком «Соломоново»). Технический пуск завода состоялся 19 декабря 2001 года.
В апреле 2002 года завод (общая численность работников которого составляла 170 человек) начал серийный выпуск автомобилей Škoda Octavia по технологии крупноузловой сборки. В августе 2002 года с конвейера завода сошла первая Škoda Fabia.
В марте 2003 года завод начал выпуск Škoda Superb. В апреле 2003 года ЗАО «Еврокар» и «Volkswagen» подписали соглашение о создании на Украине сборочного производства модельного ряда автомобилей «Фольксваген» (за исключением полноприводных автомашин). В октябре 2003 года на заводе была запущена вторая производственная линия для выпуска модельного ряда автомобилей VW. Также, в 2003 году завод «Еврокар» прошёл сертификацию на соответствие системы управления качеством предприятия международному стандарту ISO 9001:2000. Всего в 2003 году завод выпустил 5,5 тыс. автомашин
В марте 2004 года завод начал выпуск Audi.
В 2006 году на конвейер была поставлена ещё одна модель VW Group — SEAT León. В том же году заводом были выпущены первые SEAT Altea и SEAT Toledo украинской сборки и получено разрешение на производство среднеузловым способом.
В 2007 году освоено производства автомобиля Škoda Roomster.
Начавшийся в 2008 году мировой экономический кризис привёл к осложнению экономической ситуации на Украине. Хотя в 2008 году было освоено производство модели Škoda Superb нового поколения, в начале ноября 2008 года владельцы завода приняли решение сократить объёмы производства автомашин на 50 % и отправить в отпуск 1000 из 1160 работников завода. Также, в 2008 году на заводе было создано учебно-методическое подразделение по подготовке кадров, которое осуществляет аттестацию повышение квалификации персонала, аудит рабочих мест и условий труда.
В июне 2009 года завод освоил мелкоузловую сборку автомашин Skoda и начал строительство сварочного и покрасочного цехов.
В 2009 году ЗАО «Еврокар» выпустило 3 564 автомобилей, сократив производство автомобилей на 90,1 %, или на 32 328 штук, по сравнению с 2008 годом. Также, в 2009 году на заводе была введена интегрированная система управления предприятием согласно международным стандартам ISO 9001:2008. В октябре 2009 года завод прошёл сертификацию на соответствие стандартам OHSAS 18001:2007.

### 2010-е годы
8 апреля 2010 года завод прекратил выпуск модели Skoda Octavia Tour.
В ноябре 2011 года на заводе был введён в эксплуатацию сварочный цех, в декабре 2011 года — лакокрасочный цех. В течение первых десяти лет деятельности, с 19 декабря 2001 до 19 декабря 2011 года завод выпустил более 136 тыс. автомашин.
20 ноября 2012 года заводом был выпущен 150-тысячный автомобиль.
20 ноября 2012 года правительство Украины повысило ставки акцизного сбора на укомплектованные и неукомплектованные кузова для промышленной сборки автомобилей (в 7,3 раза за новые и в 5,7 раза — на подержанные), это решение ухудшило рентабельность автосборочных предприятий Украины
14 марта 2013 года правительство Украины ввело пошлины на импорт новых легковых автомобилей, что увеличило конкурентоспособность автомашин украинского производства.
В 2013 году завод начал производство трёх новых моделей:
- 1 марта 2013 началось производство Škoda Rapid[15][16]
- 26 июня 2013 началось производство Škoda Octavia А7 третьего поколения[17]
- 19 сентября 2013 началось производство модели Skoda Octavia Combi[18]

Всего в 2013 году было выпущено 11 494 автомобилей (на 21 % меньше в сравнении с 2012 годом). Тем не менее, по итогам 2013 года компания заняла второе место в стране по объёмам производства легковых автомобилей.
16 декабря 2014 завод начал выпуск двух полноприводных моделей (Skoda Octavia 4х4 и Skoda Octavia Scout).
В 2015 году завод выпустил 1769 легковых автомашин, в 2016 году — 3937 автомашин.
В 2017—2018 годах, после того как Запорожский автомобильный завод практически остановил производство, «Еврокар» стал первым, и практически единственным производителем легковых автомобилей на Украине. Всего в 2017 году завод выпустил 6145 автомобилей.
В 2018 года завод выпустил 5659 автомобилей, в 2019 году - 6254 автомобиля, в 2020 году - 3386 автомобилей, в 2021 году - 3476 автомобилей. 

## Производство
Сборка автомобилей происходит на стандартной производственной линии общей протяженностью 538 метров. Монтаж автомобилей осуществляется на конвейерной линии с использованием технологического процесса, аналогичного Škoda Auto a.s.. Производственные мощности завода составляют 80 тыс. автомобилей в год (крупноузловая сборка — 30 тыс. авто, мелкоузловая сборка — 50 тыс. авто в год) с потенциалом для дальнейшего расширения мощностей.
Производственные линии завода оснащены современным оборудованием от Transsystem (Польша), Chropynska Strojirna (Чехия), EISENMANN (Германия) и др. Производственная площадка имеет железнодорожный терминал, способный выполнять транспортировку в страны Европейского союза и СНГ. За период 2002-2020 на заводе всего было произведено 194,3 тыс. легковых авто (включая 177,8 тыс. автомобилей бренда Škoda) (по состоянию на 1 января 2021).
С 2001 года на заводе «Еврокар» выпускались модели автомобилей марок Volkswagen, Audi, SEAT и Škoda.По состоянию на 2020 год все производственные мощности завода отданы под производство автомобилей марки Škoda. Все произведённые автомобили продаются на территории Украины через входящую в группу «Атолл Холдинг» компанию ООО «Еврокар». По итогам 2020 года было реализовано 5093 автомобиля бренда Škoda, что составило 5,9% рынка (четвёртое место в рейтинге брендов по количеству продаж).
| Годы выпуска                      | 2007  | 2008  | 2009 | 2010 | 2011  | 2012  | 2013  | 2014 | 2015 | 2016 | 2017 | 2018 | 2019 | 2020 |
| --------------------------------- | ----- | ----- | ---- | ---- | ----- | ----- | ----- | ---- | ---- | ---- | ---- | ---- | ---- | ---- |
| Количество выпущенных автомобилей | 28827 | 35892 | 3564 | 7464 | 11656 | 14556 | 11494 | 3649 | 2030 | 3937 | 6145 | 5659 | 6254 | 3386 |